# Austrobaileyales
Classification APG III (2009)
Ordre
Austrobaileyales est un ordre des plantes à fleurs, de trois ou quatre familles.
En classification phylogénétique APG III (2009), il contient :
- ordre de Austrobaileyales Takht. ex Reveal (1992)
famille Austrobaileyaceae Croizat (1943)
famille Schisandraceae Blume (1830) (incluant Illiciaceae A.C.Sm., nom. cons.)
famille Trimeniaceae L.S.Gibbs (1917)

En classification phylogénétique APG II (2003), il contenait :
- ordre des Austrobaileyales
famille Austrobaileyaceae
famille Schisandraceae
[+ famille Illiciaceae]
famille Trimeniaceae

Avec: "+ ..." = famille optionnelle